# Naissance en 1360
Naissance
- 1356
- 1357
- 1358
- 1359
- 1360
- 1361
- 1362
- 1363
- 1364

Amédée VII de Savoie, né en 1360.

Cette page dresse une liste de personnalités nées au cours de l'année 1360 :
- 24 février : Amédée VII de Savoie, dit le comte Rouge, comte de Savoie, duc de Chablais et d'Aoste, marquis en Italie.
- 24 juin : Nuno Álvares Pereira, 2e connétable de Portugal, 38e Mordomo-Mor du Royaume, 7e duc de Barcelos, 3e comte de Ourem et 2e comte de Arraiolos.
- 2 mai : Yongle empereur de la dynastie Ming.
- 8 juillet : Jean Chrysoloras, savant et diplomate byzantin.
- 10 août : Francesco Zabarella, dit le Cardinal de Florence, religieux catholique et juriste italien.

- Dorotea Bocchi, femme médecin italienne.
- Facino Cane, condottiere.
- Gautier IV d'Enghien, seigneur d'Enghien.
- Lippo Dalmasio, un des premiers peintres italiens de l'école bolonaise.
- Leonardo Dati, frère dominicain italien et un humaniste, maître de l'ordre dominicain.
- Arnault Guilhem de Barbazan, conseiller et premier chambellan du Dauphin Charles VII et capitaine français durant la guerre de Cent Ans.
- Gasparin de Bergame, grammairien et enseignant italien.
- Louis de Culant, baron de Culan et de Châteauneuf-sur-Cher, amiral de France.
- Isabelle de Foix-Castelbon, comtesse de Foix, coprincesse d’Andorre et Viguier d'Andorre, vicomtesse de Béarn, de Marsan et vicomtesse de Castelbon.
- Giacomo Isolani, cardinal italien.
- Philippa de Lancastre, reine consort de Portugal.
- Yi Jong-mu, général coréen de la dynastie Joseon qui mène l'invasion Ōei de 1419 en représailles contre les pirates japonais Wakō de île Tsushima.
- Konoe Kanetsugu, régent sessho.
- Gherardo Starnina, peintre italien de Florence pendant la Renaissance.
- Zyton, magicien favori de l'empereur Wenceslas IV.

Date incertaine (vers 1360)
- Lluís Borrassà, peintre de compositions religieuses du gothique international du royaume d'Aragon.
- Bernard VII d'Armagnac, comte de Charolais, puis comte d'Armagnac, de Fezensac, de Rodez, vicomte de Carlat, comte de Pardiac) et connétable de France.
- Guillaume de Vienne, seigneur de Saint-Georges, de Sainte-Croix, de Seurre et de Montpon, conseiller et chambellan du roi de France et du duc de Bourgogne, gouverneur du dauphin de France, premier chevalier de la Toison d'or.
- Giovanni Dominici, dominicain italien de la fin du XIVe et du début du XVe siècle, qui fut archevêque de Raguse et Cardinal-prêtre de San Sisto.
- Georg von Liechtenstein-Nicolsburg, cardinal autrichien.

Entre 1360 et 1370
- Daniil Tcherny, moine orthodoxe iconographe russe († 1430).

## Crédit d'auteurs
- Cet article est partiellement ou en totalité issu de l'article intitulé « 1360 » (voir la liste des auteurs).